# Isthme d'Ofqui
L'Isthme d'Ofqui est un isthme qui relie la péninsule de Taitao au Chili continental. L'isthme est délimité au sud par le Golfe de Penas, au nord par la Laguna San Rafael et à l'ouest par la péninsule de Taitao.
Géologiquement, il est considéré comme l'extrémité sud de la Vallée centrale et de la faille Liquiñe-Ofqui.
L'isthme d'Ofqui est le lieu de convergence de trois plaques tectoniques : la plaque de Nazca et la plaque antarctique qui se déplacent vers l'est, et la plaque sud-américaine qui se déplace vers l'ouest.